# Barca solare (Egitto)
La Barca solare o celeste era, per gli Egizi, l'imbarcazione rituale che percorreva i due cieli trasportando il sole rigenerato ogni giorno all'alba e divenendo poi con il dogma eliopolitano simbolo religioso di rinascita dalla morte a nuova vita.

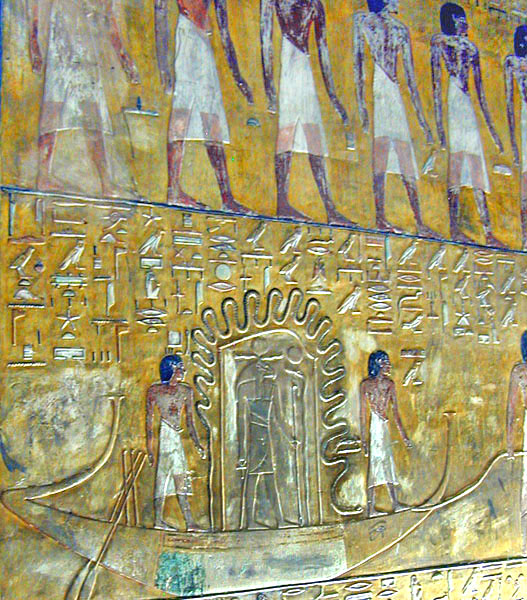
Barca solare con il dio-sole a testa d'ariete è protetto dal serpente Mehen e gli dei Sia ed Hu

## Storia
Il sole, che divenne per esigenze di culto ipostasi di Ra, attraversava il cielo diurno, in dodici ore, sopra una barca chiamata Mandet
| R24 · D46 | X1 · X1 | P1 |

mˁndt

che lo trasportava da oriente ad occidente dove scompariva dietro la montagna di Abido.
Il viaggio nel mondo sotterraneo dell'ovest attraverso il cielo inferiore della Duat, avveniva con la barca Mesketet
| S29 | V31 · X1 · X1 | P3 |

sktt

chiamata anche
| O34 · V31 | X1 · Z4 | P3 |

skty

oppure
| G17 | S29 | V31 · X1 · X1 | P3 |

msktt

ed era anch'esso di 12 ore.
Le due barche solari insieme erano chiamate Maaty perché rappresentavano la Maat ossia il principio dell'ordine cosmico.
La barca solare al mattino trasportava il sole sotto l'aspetto sincretico di Khepri, a mezzogiorno diveniva Ra ed al tramonto era Atum. Dopo il tramonto il sole, divenuto If divinità mummiforme, passava sulla barca della notte, la Mesketet, accompagnato da varie divinità protettrici con le quali attraversava così l'Amduat (Oltretomba) con i suoi pericoli, tra i quali Apopi. Pericoli che avevano il fine di bloccare la barca e fermare così il trascorrere del tempo.
Questo evento particolarmente temuto dagli Egizi si realizzò solo una volta quando il dolore di Iside per suo figlio morente fermò la barca solare, e quindi il sole, fino alla guarigione del figlio (Papiro Metternich).
Nell'iconografia veniva rappresentata, già dal periodo predinastico, sempre a forma di mezza luna con la poppa incurvata a forma di uncino, la prua spesso coperta di tessuto drappeggiato e solo due remi.
Spesso vi era raffigurata una rondine, simbolo di eternità e figlia di Ra che individuava così la barca del mattino mentre quella della sera poteva avere raffigurato Arpocrate.
Altre volte le barche erano rappresentate con la prua ornata con delle canne e recavano sopra un sacrario dove si trovava il dio Ra protetto dal serpente benevolo Mehen e come viene detto nel Libro delle Porte in piedi a prua si trovava Sia.
La barca come raffigurata nel "Libro dei morti" era trainata da Anubi ma sovente questo compito era assolto anche dai Ba degli Occidentali mentre altri riferimenti si trovano nel Libro dell'Amduat, nel Libro della Terra ed una rappresentazione in pietra è all'esterno del tempio solare di Abu Gurab.
Numerose sono le immagini pervenuteci dalle tombe dei nobili che ne mutano leggermente l'aspetto con l'evoluzione religiosa pur restando sempre immutabili alcune caratteristiche.
In alcune tombe della dinastia egizia del Nuovo Regno, come in quella di Sennedjem, troviamo l'immagine della barca che naviga nel mondo inferiore. A bordo vi è il naos, che rappresenta un tempio della città sacra di Buto, nel Basso Egitto, la rondine ed il Shemes, sms, strano oggetto rituale che risultava dalla combinazione di un arpione e di un coltello munito di gamba umana e che come simbolo, indicava i Seguaci di Horo.
Al centro della barca vi era sovente il disco solare con Amon girato verso l'Occidente ma non mancavano immagini di Ra accompagnato dal defunto e con il seguito composto da Hu, Sia e sovente Heka.
Infatti il sovrano saliva sulla barca solare e questo onore oltre che a donargli gloria gli dava anche la sicurezza nel periglioso viaggio attraverso l'Occidente, verso l'Aldilà.
Successivamente il privilegio di raggiungere i Campi Iaru salendo sulla barca solare fu esteso a tutti e come ci narrano i testi sacri,  Ra percorreva il mondo sotterraneo accogliendo sulla sua barca i Ba dei defunti che erano stati giustificati affinché potessero rinascere con lui, al mattino sotto forma di Akhu ossia "I luminosi".

## Galleria d'immagini

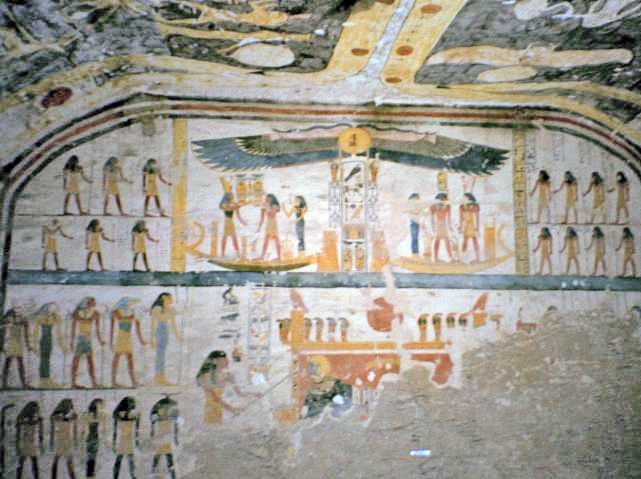
barca solare con prua (o poppa) ad uncino
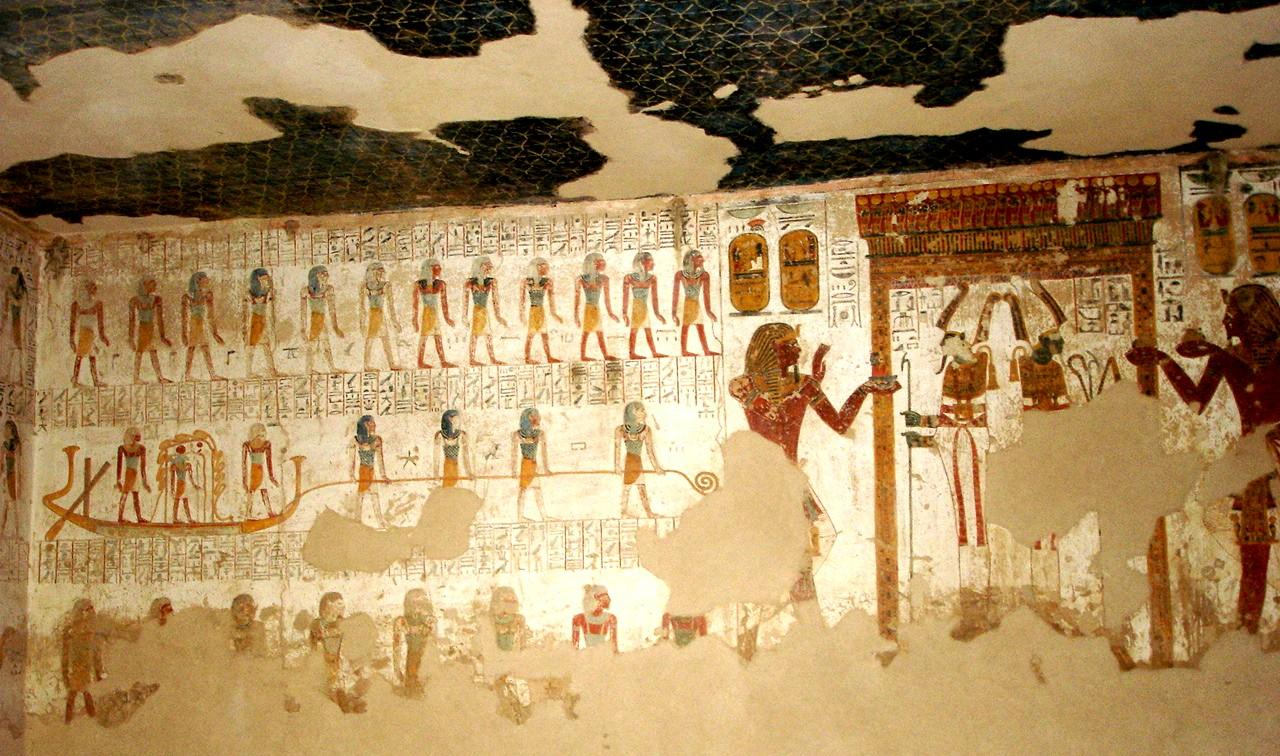
barca solare trainata dai Ba degli Occidentali
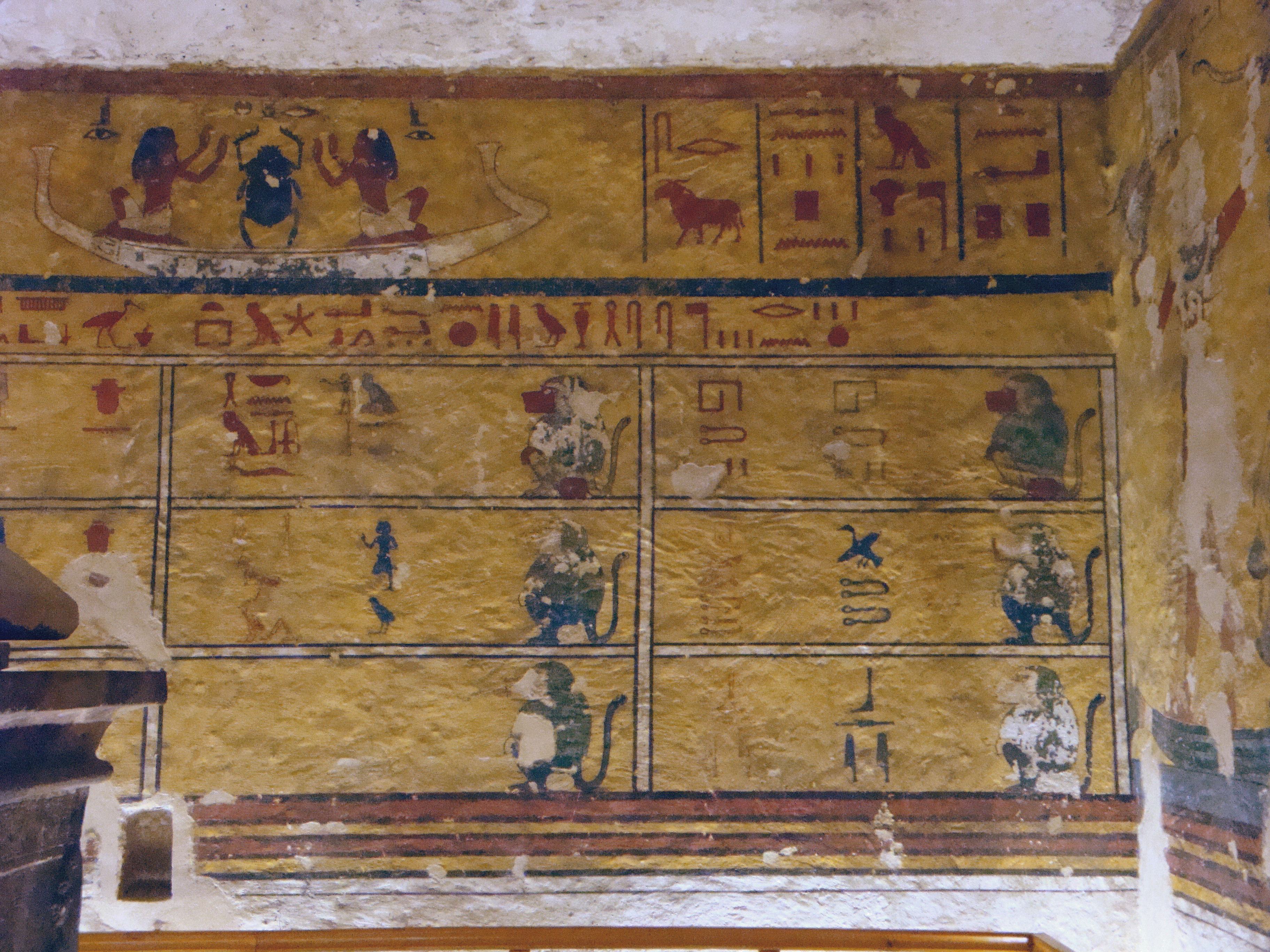
barca solare che trasporta Khepri
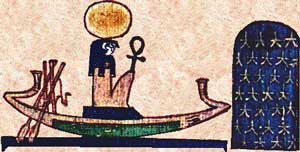
barca solare con Ra